# روزاريو كوتا
روزاريو كوتا (بالإسبانية: Rosario Cota)‏ هو لاعب كرة قدم مكسيكي، ولد في 12 سبتمبر 1995 في كولياكان في المكسيك. لعب مع كروز آزول.

## وصلات خارجية
- روزاريو كوتا على موقع قاعدة بيانات كرة القدم.إي يو (الإنجليزية)
- روزاريو كوتا على موقع Soccerway.com (الإنجليزية)
- روزاريو كوتا على موقع AS.com (الإسبانية)